# Cerynea ignealis
Cerynea ignealis là một loài bướm đêm trong họ Erebidae.